# Virus (film 1999)
Virus è un film del 1999 diretto da John Bruno.
Il film, con protagonisti Jamie Lee Curtis, Donald Sutherland e William Baldwin, è basato sull'omonimo fumetto di Chuck Pfarrer, edito dalla Dark Horse Comics.

## Trama
Un'entità aliena si impossessa di una nave scientifica russa, la Akademik Vladislav Volkoved, nel Pacifico meridionale mentre comunica con la stazione spaziale orbitante Mir, ed inizia a replicarsi usando i laboratori e le strutture della nave stessa. L'entità aliena prende il sopravvento sulla nave e attacca l'equipaggio sterminandolo.
Sette giorni dopo, il rimorchiatore Sea Star, capitanato da Robert Everton, perde il suo carico non assicurato mentre naviga attraverso un tifone venendo seriamente danneggiato dallo stesso. L'equipaggio del Sea Star, guidato dal navigatore e dall'ex ufficiale della Marina Kelly Foster e dall'ingegnere Steve Baker, scopre che la sala macchine si sta allagando e la nave sta affondando. Quando la Sea Star si rifugia nell'occhio della tempesta per effettuare riparazioni, la Volkoved appare sul loro radar, ma nessuno risponde alle loro chiamate via radio. Raggiunta la nave russa l'equipaggio del rimorchiatore comprende che la stessa è abbandonata e alla deriva quindi, intuendo che la stessa potrebbe valere milioni se tratta in salvo, il capitano Everton ordina al suo equipaggio di salire a bordo della grande nave.
Una volta saliti a bordo della Volkoved, gli uomini del rimorchiatore si rendono conto che la maggior parte dell'elettronica della stessa è stata distrutta e l'equipaggio russo sembra mancare. Everton ordina a Steve di aiutare un altro membro dell'equipaggio, Squeaky, a riportare il potere di manovra sulla nave. Subito dopo, l'ancora della nave cade da sola, affondando la Sea Star con a bordo Hiko e il primo ufficiale J.W. Woods, Jr. Steve lascia Squeaky a guardia della sala macchine, ma questi poco dopo viene attirato, e poi ucciso, da una creatura robotica simile a un ragno. Steve salva Hiko ferito, mentre Woods ne esce indenne.
Mentre Foster cura Hiko nell'infermeria, l'ufficiale capo della scienza Nadia Vinogradova - l'unico membro superstite dell'equipaggio di Volkoved - spara all'equipaggio finché non viene neutralizzata da Steve. Nadia, vistosamente agitata, implora l'equipaggio del rimorchiatore di spegnere i generatori della nave, quindi cerca di aggredire Everton e Foster, ma questi la sottomettono e la portano sul ponte. Steve, Woods e Richie Mason vanno nella sala macchine per cercare Squeaky, ma qui si imbattono in un'officina automatizzata che produce altri strani robot.
I tre sono attaccati dai robot e quello che sembra essere un membro dell'equipaggio russo che brandisce la pistola. Il russo si rivela essere un cyborg, ma i tre lo abbattono con munizioni recuperate e portano il suo corpo apparentemente morto sul ponte. Nadia spiega che l'energia elettrica senziente emessa dal Mir prese il controllo della nave otto giorni prima, scansionò i computer della nave per trovare informazioni sull'uccisione di umani, quindi usò i laboratori automatici per convertire l'equipaggio della Volkoved in cyborg; quello portato sul ponte era il capitano della nave e il marito di Nadia.
Mentre la tempesta riprende, l'equipaggio si dirige verso la sala computer ma, durante il tragitto, finiscono in un'imboscata tesa loro da uno Squeaky trasformato ed accompagnato da un gigantesco robot che uccide Woods. I sopravvissuti si barricano nella sala delle comunicazioni, dove Richie cerca di inviare un mayday, tuttavia, Everton spara alla radio, riluttante a rinunciare al suo salvataggio. Foster colpisce Everton e lo rimuove dal comando. Richie usa i computer per comunicare con l'alieno; quest'entità dice loro che è "consapevole" e vede l'umanità come un "virus", quindi che intende usare loro come "pezzi di ricambio". Questo fa impazzire Richie, che abbatte Squeaky e fugge. Quando l'equipaggio rimanente lascia la stanza, Everton coglie l'occasione per parlare con l'alieno, che lo riconosce come la "forma di vita dominante".
L'equipaggio scopre che l'alieno ha spostato il computer della Volkoved altrove nella nave. Rendendosi conto che la nave si sta muovendo, tornano al ponte superiore ed escono all'esterno dove Hiko viene trascinato fuoribordo dal tifone. Nel frattempo, Everton è guidato in uno dei laboratori, dove fa un patto con l'alieno. Foster identifica l'isola di Lord Howe come la destinazione della Volkoved, con Nadia che suppone che l'alieno desideri impossessarsi di una stazione di intelligence britannica da cui potrebbe prendere il controllo delle forze militari del mondo. Mentre decidono di affondare la Volkoved, i sopravvissuti sono affrontati dal capitano Everton trasformato in cyborg, ma lo sconfiggono utilizzando una bomba a mano, quindi provvedono a svuotare i serbatoi di carburante della nave e collocano diverse cariche esplosive.
Foster, Steve e Nadia incontrano Richie, ma un robot gigante appare all'improvviso e li attacca. Il robot cattura Foster e la tortura per farle riferire quale sia la posizione dei detonatori. Un Richie ferito a morte informa Steve che ha preparato un sedile di espulsione che può essere usato per la fuga. Nadia e Steve salvano Foster, quindi Nadia si sacrifica sparando con un fucile alle bombole del gas nelle vicinanze per uccidere il robot. Mentre Foster e Steve escono in modo sicuro usando il sedile di espulsione di Richie, che innesca un'esplosione e affonda la Volkoved, facendo sì che l'entità aliena senziente si disperda nell'acqua di mare. Foster e Steve vengono salvati da una nave militare statunitense.

## Produzione
Il budget del film è stato di 75.000.000 di dollari, a fronte di un incasso di 30.700.000 di dollari, risultando tra i maggiori flop del 1999.
Gli effetti speciali sono stati curati dagli Stan Winston Studio e dalla Industrial Light e Magic.

## Distribuzione
Il film è uscito nelle sale italiane il 14 maggio 1999.